# 甘尼夫卡 (杜納伊夫齊區)
48°56′9″N 26°49′52″E / 48.93583°N 26.83111°E
甘尼夫卡（烏克蘭語：Ганнівка）是位於烏克蘭西部赫梅利尼茨基州裏卡緬涅茨-波多利斯基區的杜納伊夫齊市鎮的村莊，面積1.68平方公里，海拔高度277米，2001年人口702，人口密度每平方公里417.4人。